# Universitat Iqra
La Universitat Iqra —en urdú: اقرا یونیورسٹی— és una institució privada d'educació superior de Pakistan que té el campus principal situat a la ciutat de Karachi, Sind i amb alguns campus menors a Islamabad i Quetta (anteriorment i fins al 2010, tenia també d'un campus a Peshawar). Es va fundar el 1998 per l'empresari Hunaid H. Lakhani. Inicialment coneguda com a "Institut asiàtic de gestió", la institució va passar a anomenar-se posteriorment amb el seu nom actual per sol·licitud del governador del Sind.